# I Will (chanson de Kato Miliyah)
Pour les articles homonymes, voir I Will.
Singles de Miliyah Katō
Last Summer
(2006) Eyes on you
(2007)
I Will est le 7e single de Miliyah Katō sorti sous le label Mastersix Foundation le 27 septembre 2006 au Japon. Il atteint la 17e place du classement de l'Oricon. Il se vend à 7 322 exemplaires la première semaine, et reste classé pendant 8 semaines, pour un total de 18 251 exemplaires vendus.
I Will a été utilisé comme thème musical pour le film Otoshimono et comme générique d'ouverture pour l'émission TV Tokyo en octobre 2006. So gooood est inspiré de la chanson One de Rip Slyme. I Will se trouve sur l'album Diamond Princess; So gooood et Michelle ~Ai no Theme Remix~ se trouvent sur la compilation Best Destiny.

## Liste des titres
| 1. | I Will                                                      | Miliyah Katō            | Miliyah Katō, 3rd Productions            | 4:57 |
| 2. | So gooood                                                   | Miliyah Katō, Rip Slyme | Miliyah Katō, Rip Slyme, 3rd Productions | 3:46 |
| 3. | Michelle ~Ai no Theme Remix~ (ミシェル ～愛のテーマRemix～) | Miliyah Katō            | Yuji Ohno, 3rd Productions               | 4:21 |
| 4. | I Will (Instrumental)                                       | Miliyah Katō            | Miliyah Katō, 3rd Productions            | 4:55 |